# Verzadigde oplossing

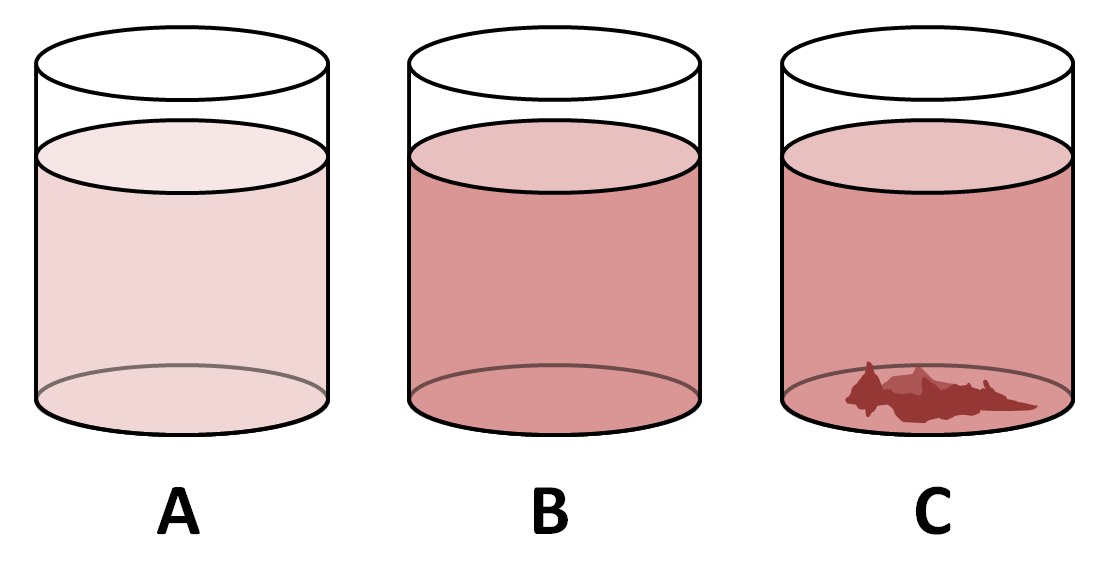
Illustratie van de verzadigingsgraad van een oplossing:
A. Onverzadigde oplossing
B. Verzadigde oplossing
C. Oververzadigde oplossing en neerslagvorming

Een verzadigde oplossing is een oplossing waarin de maximale hoeveelheid van een stof is opgelost bij een bepaalde temperatuur. Het is niet mogelijk om nog meer van diezelfde stof onder dezelfde omstandigheden in het oplosmiddel op te lossen. Het overschot zal een emulsie, suspensie of neerslag vormen. De concentratie opgeloste stof is maximaal. Verzadigde oplossingen spelen in diverse takken van de industrie, wetenschap en techniek een rol. De eenheid waarin de verzadigingsconcentratie wordt uitgedrukt wordt onder andere door het betreffende toepassingsgebied bepaald.
Een verzadigde oplossing is een oplossing waar de opgeloste stof in evenwicht is met de vaste stof. Bij een verzadigde oplossing geldt dus:
{\displaystyle Q=K_{S}\,}
waarbij:
- Q het actuele ionenproduct in de oplossing voorstelt
- KS het oplosbaarheidsproduct is

Bij een onverzadigde oplossing is de concentratie kleiner dan de evenwichtsconcentratie. Bij een oververzadigde oplossing is de concentratie groter dan de verzadigingsconcentratie, dit betekent dat de oplossing meer opgeloste stof bevat dan normaal bij kamertemperatuur aanwezig kan zijn. Zo'n oplossing kan gevormd worden door afkoelen van een verwarmde verzadigde oplossing. Er worden dan kleine nuclei gevormd die meer oplosbaar zijn dan de grote kristallen.